# Playa Yamana
Der Playa Yamana ist ein Strand am Ufer der Barclay Bay der Livingston-Insel im Archipel der Südlichen Shetlandinseln. Auf der Westseite des Kap Shirreff am nördlichen Ausläufer der Johannes-Paul-II.-Halbinsel liegt er zwischen dem Punta El Hallazgo im Norden und dem Punta Mazzei im Süden.
Wissenschaftler der 40. Chilenischen Antarktisexpedition (1985–1986) benannten ihn so, da sie am Punta El Hallazgo einen menschlichen Schädel der Yámana gefunden hatten.